# Пам'ятки Кривоозерського району
У Кривоозерському районі Миколаївської області на обліку перебуває 9 пам'яток архітектури, 29 — історії та 2 — монументального мистецтва

## Пам'ятки архітектури
| №п/п | Охоронний номер | Найменування пам'ятки           | Адреса                                            | Рік                        | Автор         | Фото |
| ---- | --------------- | ------------------------------- | ------------------------------------------------- | -------------------------- | ------------- | ---- |
| 1.   |                 | Адміністративний будинок        | Смт Криве Озеро, вул. Шевченко ріг вул. Куйбишева | Сер. XIX ст.               | О. І. Тищенко |      |
| 2.   |                 | Будинок товариства «Саламандра» | Смт Криве Озеро, вул. Кірова,7                    | 1846                       | О. І. Тищенко |      |
| 3.   |                 | Костьол польський               | Смт Криве Озеро, вул. Леніна,92                   | Сер. XIX ст.               | О. І. Тищенко |      |
| 4.   |                 | Парасківська церква             | Смт Криве Озеро, вул. Горького, 230               | 1762                       | О. І. Тищенко |      |
| 5.   |                 | Церква Різдва Богородиці        | Смт Криве Озеро, вул. Леніна, 22                  | 1-ша половина XIX ст.      | О. І. Тищенко |      |
| 6.   |                 | Земська школа                   | Село Велика Мачетня                               | Кінець XIX, початок ХХ ст. | О. І. Тищенко |      |
| 7.   |                 | Садиба адмірала В. С. Завойка:  | Село Велика Мачетня                               | 1865                       | О. І. Тищенко |      |
| 8.   |                 | Іоанно-Богословська церква      | Село Мазурове                                     | 1-ша половина XIX ст.      | О. І. Тищенко |      |
| 9.   |                 | Садиба                          | Село Мазурове                                     | початок XIX ст.            | О. І. Тищенко |      |

## Пам'ятки історії
| №п/п | Охоронний номер | Найменування пам'ятки | Адреса                                             | Рік               | Автор | Фото |
| ---- | --------------- | --- | -------------------------------------------------- | ----------------- | ----- | ---- |
| 1.   | 1040            | Братська могила радянських воїнів (8 чоловік).                                                                                           | Смт Криве Озеро (кладовище)                        | 1970              |       |      |
| 2.   | 432             | Пам'ятний знак на честь воїнів-земляків, загиблих у роки ВВВ.                                                                            | Смт Криве Озеро, вул. Куйбишева                    | 1950; рек. 1980   |       |      |
| 3.   | 1042            | Пам'ятник 8 жителям Кривоозерського району — партизанам загону «Буревісник», який діяв у роки ВВВ в Савранських лісах.                   | Смт Криве Озеро, вул. Куйбишева                    | 1974              |       |      |
| 4.   | 1053            | Пам'ятник підпільниці Новошицькій Л. М., одній з організаторів загону «Буревісник».                                                      | Смт Криве Озеро, вул. Леніна, біля середньої школи | 1967              |       |      |
| 5.   | 1052            | Пам'ятник підпільнику Щербатому М. М., одному з організаторів загону «Буревісник».                                                       | Смт Криве Озеро, вул. Леніна, біля середньої школи | 1967              |       |      |
| 6.   | 1041            | Пам'ятний знак на честь воїнів-земляків, загиблих у роки ВВВ.                                                                            | С. Криве Озеро-1, вул. Садова                      | 1974              |       |      |
| 7.   | 1039            | Братська могила радянських воїнів (24 чоловіки).                                                                                         | С. Криве Озеро-1, провулок Торговельний            | 1955              |       |      |
| 8.   | 1037            | Пам'ятний знак на честь воїнів-земляків, загиблих у роки ВВВ                                                                             | Село Берізки, центр села                           | 1975              |       |      |
| 9.   | -               | Могила Невідомого радянського воїна та пам'ятний знак на честь воїнів-земляків, загиблих у роки ВВВ (пам'ятник комплексний).             | Село Богачівка, центр села                         | 1980              |       |      |
| 10.  | 1038            | Пам'ятний знак на честь воїнів-земляків, загиблих у роки ВВВ                                                                             | Село Бурилове, біля будинку культури               | 1964              |       |      |
| 11.  | 428             | Братська могила радянських воїнів (82 чоловіки).                                                                                         | Село Велика Мечетня, центр села                    | 1950              |       |      |
| 12.  | 429             | Пам'ятний знак на честь воїнів-земляків, загиблих у роки ВВВ                                                                             | Село Велика Мечетня, біля будинку культури         | 1975              |       |      |
| 13.  | 430             | Братська могила радянських воїнів (7 чоловік) та пам'ятний знак на честь воїнів-земляків, загиблих у роки ВВВ (пам'ятник комплексний).   | Село Голосково, біля будинку культури              | 1965              |       |      |
| 14.  | 431             | Пам'ятний знак на честь воїнів-земляків, загиблих у роки ВВВ                                                                             | Село Красненьке, біля будинку культури             | 1965              |       |      |
| 15.  | _               | Братська могила радянських воїнів (кількість не встановлена).                                                                            | Село Красненьке, центр села                        | 1986              |       |      |
| 16.  | 433             | Братська могила радянських воїнів (27 чоловік) та пам'ятний знак на честь воїнів-земляків, загиблих у роки ВВВ (пам'ятник комплексний).  | Село Курячі Лози, біля будинку культури.           | 1954              |       |      |
| 17.  | 434             | Братська могила радянських воїнів (11 чоловік).                                                                                          | Село Леніне, біля клубу                            | 1950              |       |      |
| 18.  | 1043            | Пам'ятний знак на честь воїнів-земляків, загиблих у роки ВВВ                                                                             | Село Леніне, біля клубу                            | 1970              |       |      |
| 19.  | 435             | Пам'ятний знак на честь воїнів-земляків, загиблих у роки ВВВ                                                                             | Село Луканівка, біля контори колгоспу.             | 1965              |       |      |
| 20.  | 436             | Братська могила радянських воїнів (32 чоловіки)                                                                                          | Село Мазурове, біля будинку культури               | 1950              |       |      |
| 21.  | 1046            | Пам'ятний знак на честь воїнів-земляків, загиблих у роки ВВВ                                                                             | Село Мала Мечетня, біля будинку культури           | 1965              |       |      |
| 22.  | 437             | Братська могила радянських воїнів (5 чоловік)                                                                                            | Село Михалкове, на кладовищі                       | 1950              |       |      |
| 23.  | 1473            | Пам'ятний знак на честь воїнів-земляків, загиблих у роки ВВВ.                                                                            | Село Ониськове, біля будинку культури              | 1965              |       |      |
| 24.  | 438             | Братська могила радянських воїнів (14 чоловік).                                                                                          | Село Очеретня, біля сільського клубу               | 1955              |       |      |
| 25.  | 439             | Братська могила радянських воїнів (19 чоловік) та пам'ятний знак на честь воїнів-земляків, загиблих у роки ВВВ (пам'ятник комплексний).  | Село Секретарка, біля школи                        | 1950              |       |      |
| 26.  | 440             | Братська могила радянських воїнів (73 чоловіки) та пам'ятний знак на честь воїнів-земляків, загиблих у роки ВВВ (пам'ятник комплексний). | Село Тернувате, біля клубу                         | 1950              |       |      |
| 27.  | 441             | Братська могила радянських воїнів (17 чоловік).                                                                                          | Село Токарівка, біля будинку культури              | 1950              |       |      |
| 28.  | 442             | Братська могила радянських воїнів (12 чоловік) та пам'ятний знак на честь воїнів-земляків, загиблих у роки ВВВ (пам'ятник комплексний).  | Село Тридуби, біля школи                           | 1965, рекон. 1978 |       |      |
| 29.  | 444             | Братська могила радянських воїнів (7 чоловік).                                                                                           | Село Червоний Орач, біля школи                     | 1965              |       |      |
|      |                 | |                                                    |                   |       |      |

## Пам'ятки монументального мистецтва
| №п/п | Охоронний номер | Найменування пам'ятки                                      | Адреса         | Рік  | Автор | Фото |
| ---- | --------------- | ---------------------------------------------------------- | -------------- | ---- | ----- | ---- |
| 1.   | 1048            | Пам'ятник видатному письменнику, публіцисту Горькому О. М. | Село Богачівка | 1968 |       |      |
| 2.   | 1055            | Пам'ятник герою Громадянської війни Чапаєву В. І.          | Село Мазурове  | 1970 |       |      |
|      |                 |                                                            |                |      |       |      |